# Пурлик, Анатолий Николаевич
Анатолий Николаевич Пурлик (род. 12 сентября 1956 года, Тайшет, Тайшетский район, Иркутская область, РСФСР, СССР) — советский и российский художник, член-корреспондент РАХ (2023).

## Биография
Родился 12 сентября 1956 года в Тайшете, живёт и работает в Москве и в Иркутске.
В 1984 году — окончил кафедру рисунка и графики ЛГПИ имени А. И. Герцена, под руководством В. А. Леднева.
С 1984 по 2004 годы — преподаватель спецдисциплин в Иркутском художественном училище, в школе искусств № 2 Иркутска.
С 1983 года — член Союза художников СССР, Союза художников России, с 1994 года — член Московского союза художников.
В 2023 году — избран членом-корреспондентом Российской академии художеств от Отделения живописи.

## Творческая деятельность
Основные произведения: «Большой снег. Тайшет» (1986, холст, масло, 42х62), «У окна» (1998, холст, масло, 61*42), «Урбинская деревушка» (2000, бумага, соус, 62*45), «Неаполитанский натюрморт» (2005, холст, масло, 62*73), «Цветочница в Брюгге» (2006, холст, масло, 76*81), «Дождь в Анконе» (2006, холст, масло, 102*75), «Колька с барельефом» (2007, картон, уголь, 65*90), «Весёлые матросы. Гамбург» (2008, холст, масло, 102*103), «Вечер на Неве. Июль» (2009, холст, масло, 92*106).
Произведения представлены в собраниях российских музеев, а также в частных собраниях России и за рубежом.
С 1978 года — участник всесоюзных, республиканских, московских, зарубежных выставок.
Персональные выставки прошли в Москве (1978, 1991), Санкт-Петербурге (1982, 1983), Тайшете (1986), Пфорцхайме (1995), Штутгарте (1995, 1998, 1999), Иркутске (1996, 1997, 1999, 2000, 2001), Берлине (1997), Бад-Херренальбе (1999), Ауербахе (2003) и многих других городах.